# Inyección directa

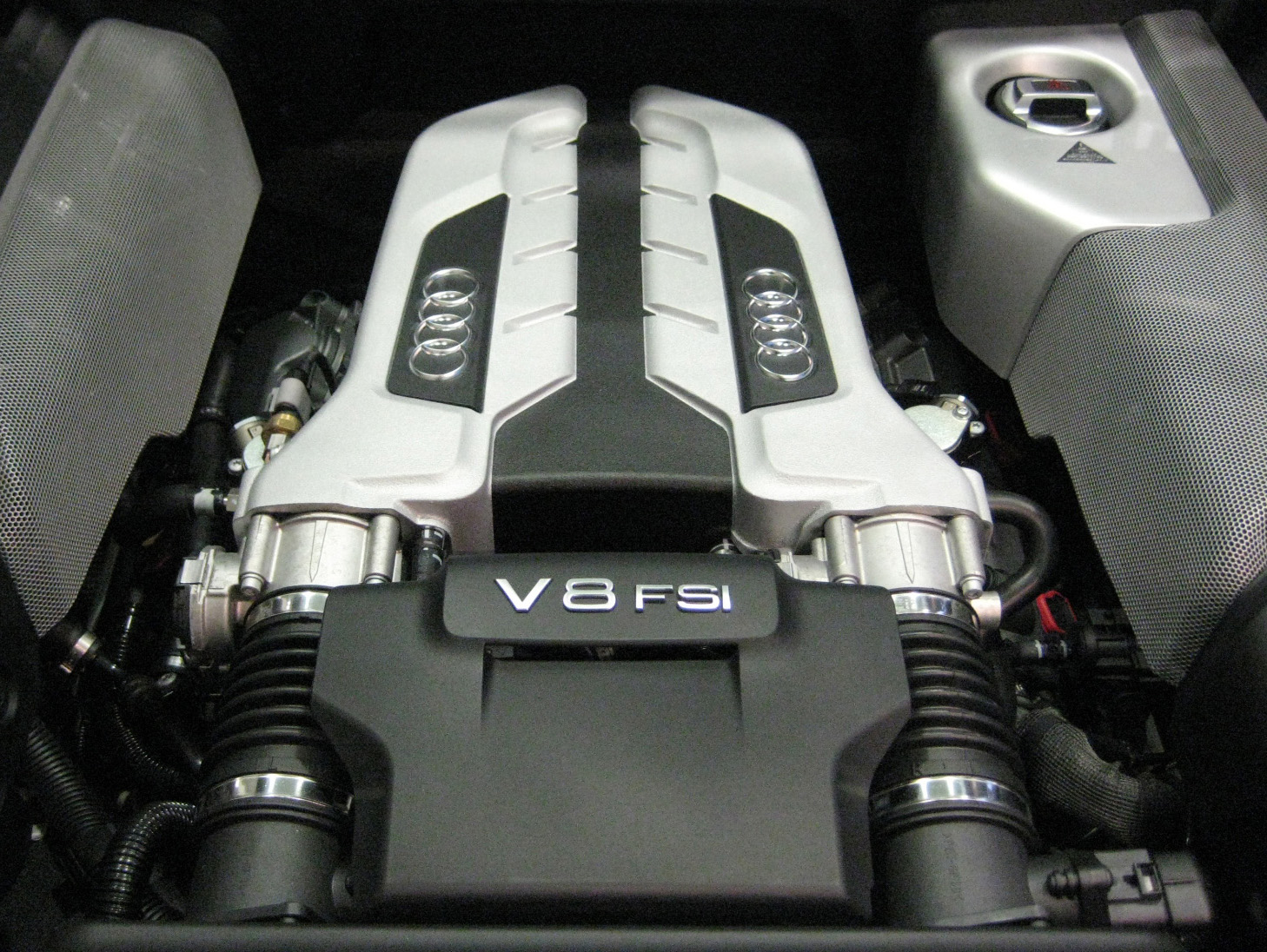
Motor V8 FSI de un Audi R8.

En los motores de gasolina o diésel, se dice que el sistema es de inyección directa cuando el combustible se introduce directamente en la cámara de combustión.
En el caso del mercado automotor, se suele indicar erróneamente al Mercedes-Benz 300 SL (cuya versión comercial se presentó en 1954) como el primer modelo producido en serie en incorporar un motor de gasolina con inyección directa. Sin embargo, lo correcto es mencionar a los modelos Superior y GP 700E, de las fábricas alemanas Gutbrod y Goliath, respectivamente, que ya para 1952 introdujeron esta tecnología en dichos autos, siendo interesante mencionar que el Goliath utilizaba un sistema diseñado por la firma Bosch, que luego sería perfeccionado para el famoso Gullwing (Alas de Gaviota) de la marca de la estrella.

## Motores de gasolina
- iDe
- HPi
- Ecoboost
- JTS
- FSI
- TSI
- TFSI
- CGI

## Motores diésel
- dTi
- dCi
- HDi
- TDI
- CDI
- DTI
- CDTI
- i-CTDI
- i-DTEC
- D4D
- Di
- CRDI
- JTD
- TDdi
- TDCi